# Refuge d'en Beys
Le refuge d'en Beys est un refuge de montagne des Pyrénées, situé en Ariège, dans la réserve nationale de faune sauvage d'Orlu sur le bord des étangs d'en Beys, à 1 970 m d'altitude, à la frontière entre Haute-Ariège et Cerdagne.

## Géographie

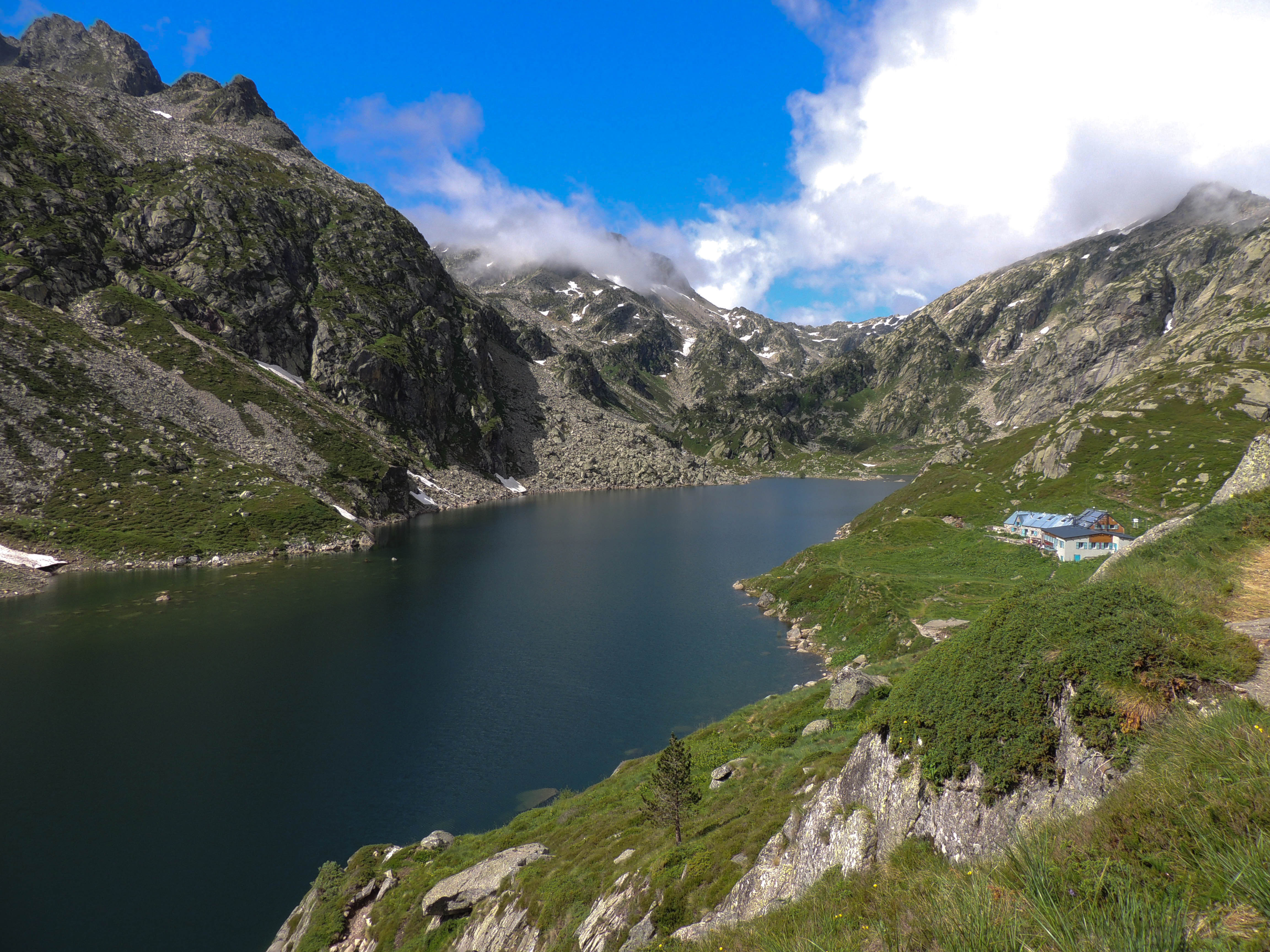
Étang d'en Beys avec le refuge à droite (juillet 2013).

Le refuge se situe dans la haute-vallée d'Orlu là où la rivière Oriège forme les étangs d'en Beys. La région montagneuse correspond à l'extension nord-ouest du massif du Carlit à l'est de la chaîne des Pyrénées, le Puig de la Cometa d'Espagne et le Puig de la Portella Gran étant situés directement au sud-est du refuge et dominant ce dernier.

## Histoire
Des travaux pour l'hydroélectricité au début du XXe siècle laissent un bâtiment qui devient un refuge non gardé le 30 août 1926, longtemps géré par le CAF. Le syndicat intercommunal de l'Oriège, rachetant la réserve nationale, transforme en 1978 ce bâtiment en refuge gardé. Après deux tranches de travaux, dont la dernière s'achève en 2007, le refuge possède 70 couchages sur une surface au sol de presque 400 m2.

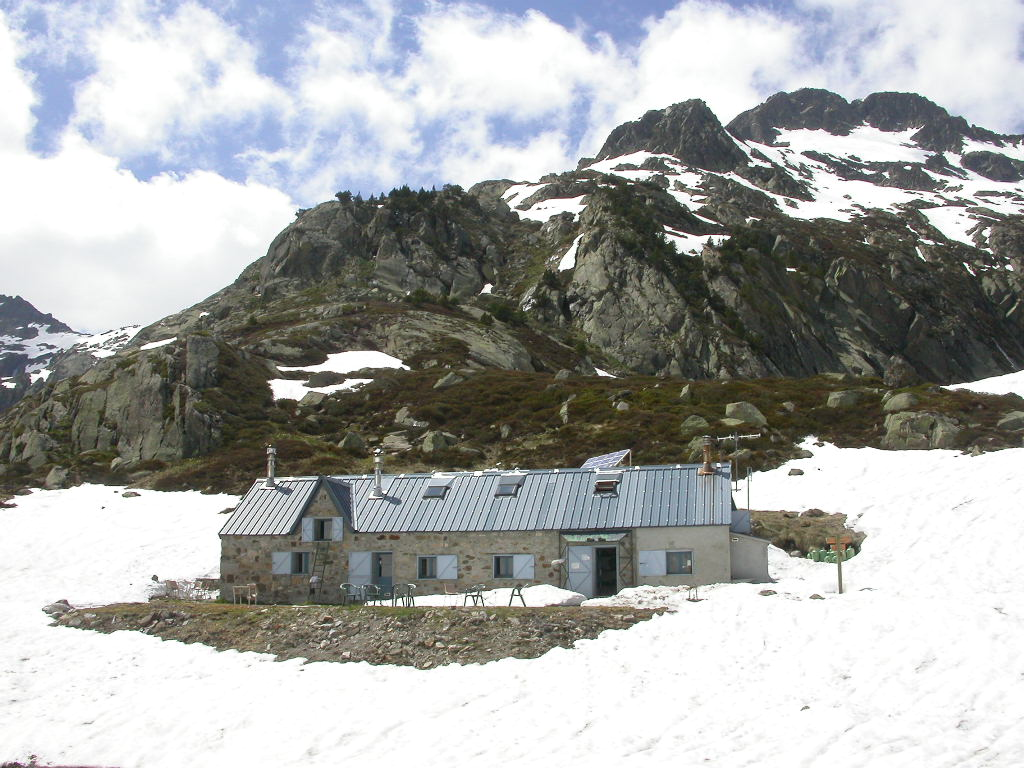
Le refuge en juin 2004, avant les travaux.
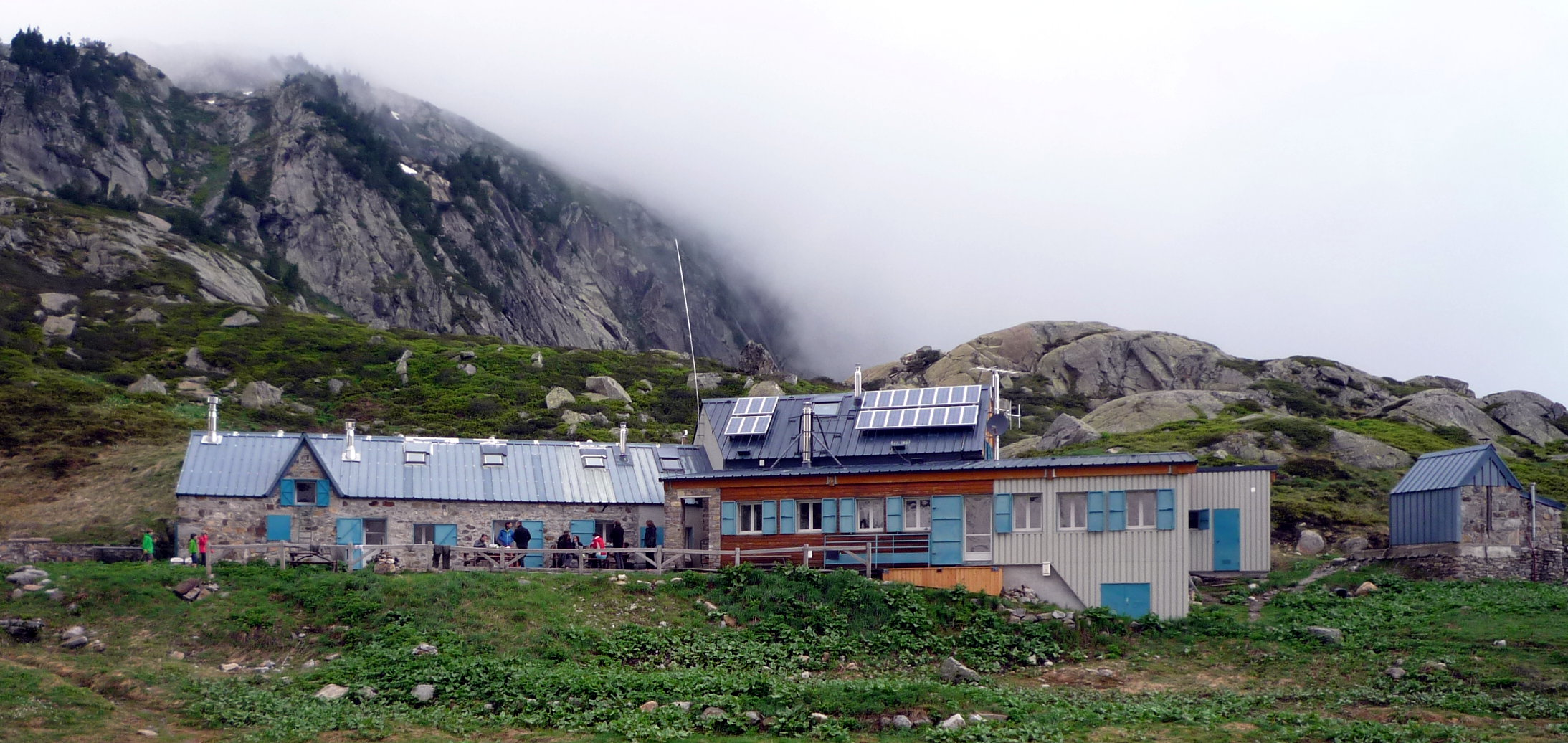
Le refuge en juin 2014, après les agrandissements.

## Services et accès
Le refuge offre 70 places, il est gardé de fin mai à fin septembre et on peut disposer de 15 places en période hivernale.
On y accède depuis Orlu et la réserve nationale, par une piste et un sentier muletier en trois heures de marche.
Le GR7, le GRP Tour de la Montagne d'Ax et le GRP Tour des Pérics passent par le refuge.